# Administrator danych osobowych
Administrator danych osobowych (ADO), administrator danych (AD) – pojęcie z zakresu ochrony danych osobowych.
Zgodnie z ogólnym rozporządzeniem o ochronie danych administratorem danych osobowych jest osoba fizyczna lub prawna, organ publiczny, jednostka lub inny podmiot, który samodzielnie lub wspólnie z innymi ustala cele i sposoby przetwarzania danych osobowych.
Status konkretnego podmiotu jako administratora danych osobowych może wynikać:
- bezpośrednio z przepisów prawa (np. Trybunał Stanu jest administratorem danych osobowych przetwarzanych w ramach prowadzonych przez niego postępowań[2]),
- z interpretacji przepisów prawa (np. pracodawca jest administratorem danych osobowych pracowników[3]),
- ze stanowiska zajętego przez Prezesa Urzędu Ochrony Danych Osobowych (np. żłobek jest administratorem danych osobowych stażysty w zakresie danych przetwarzanych w ramach umowy zawartej z Powiatowym Urzędem Pracy[4])

Ustalenie, czy dany podmiot jest administratorem określonego rodzaju danych osobowych, często nastręcza sporych trudności.

## Zadania administratora danych osobowych
Do zadań ADO należy w szczególności:
- przetwarzanie danych osobowych zgodnie z zasadami zgodności z prawem, ograniczenia celu, minimalizacji danych, prawidłowości danych itd.[6],
- wykazywanie przestrzegania zasad ochrony danych osobowych[7],
- stosowanie właściwych podstaw przetwarzania danych osobowych i szczególnych kategorii danych[8],
- realizacja obowiązku informacyjnego wobec osób, których dane osobowe przetwarza[9],
- obsługa wniosków osób, których dane dotyczą, w tym wniosków o realizację prawa do bycia zapomnianym[10],
- zapewnienie bezpieczeństwa danych osobowych przez stosowanie odpowiednich środków technicznych i organizacyjnych[11],
- zgłaszanie naruszeń ochrony danych osobowych[12],
- wyznaczenie inspektora ochrony danych, gdy jest to konieczne zgodnie z przepisami prawa[13],
- współpraca z Prezesem Urzędu Ochrony Danych Osobowych jako organem nadzorczym[14].

## Odpowiedzialność administratora danych osobowych
Nieprzestrzeganie przez ADO zasad ochrony danych osobowych może powodować, że będzie on ponosił odpowiedzialność:
- cywilną - osoba, która poniosła szkodę majątkową lub niemajątkową w wyniku naruszenia RODO przez ADO, ma prawo uzyskać od niego odszkodowanie za poniesioną szkodę[15] lub
- administracyjną - Prezes Urzędu Ochrony Danych Osobowych w ramach swoich uprawnień może zobowiązać ADO do podjęcia pewnych działań (np. zmiany sposobu wykorzystania danych osobowych, usunięcia bazy danych lub wprowadzenia odpowiednich zabezpieczeń); brak współpracy ADO z Prezesem UODO może spowodować nałożenie na administratora administracyjnej kary pieniężnej w maksymalnej wysokości €20.000.000 lub 4% całkowitego rocznego światowego obrotu z poprzedniego roku obrotowego, przy czym zastosowanie ma kwota wyższa[16].

## Historia pojęcia administratora danych osobowych
Pojęcie „administratora danych” (ang. controller, fr. responsable de traitement) po raz pierwszy pojawiło się w dyrektywie 95/46/WE Parlamentu Europejskiego i Rady z dnia 24 października 1995 r. w sprawie ochrony osób fizycznych w zakresie przetwarzania danych osobowych i swobodnego przepływu tych danych. Pod pojęciem tym rozumiano „osobę fizyczną lub prawną, władzę publiczną, agencję lub inny organ, który samodzielnie lub wspólnie z innymi podmiotami określa cele i sposoby przetwarzania danych”. Wskazano także, że „jeżeli cele i sposoby przetwarzania danych są określane w przepisach ustawowych i wykonawczych lub przepisach wspólnotowych, administrator danych może być powoływany lub kryteria jego powołania mogą być ustalane przez ustawodawstwo krajowe lub wspólnotowe”.
W ślad za treścią dyrektywy polska ustawa o ochronie danych osobowych z 1997 r. zdefiniowała administratora jako „organ, jednostkę organizacyjną, podmiot lub osobę, o których mowa w art. 3”, decydujące o celach i środkach przetwarzania danych osobowych".